# Magnolia Factory
Magnolia Factory, по-японски Kobushi Factory (яп. こぶしファクトリー) — японская девичья идол-группа, одна из групп музыкального проекта Hello! Project. Была основана в январе 2015 году в составе восьми девушек, на тот момент участниц Hello Pro Kenshusei.
По итогам 2015 года группа стала обладателем  премии Japan Record Award в номинации «Лучший новый исполнитель».
В 2016 году группа выпустила свой второй сингл. Он дебютировал на 1 месте в чарте «Орикона».

## Состав
| Имя                             | Псевдоним       | Дата рождения и возраст | Место рождения | Цвет       | Примечания                                   |
| ------------------------------- | --------------- | ----------------------- | -------------- | ---------- | -------------------------------------------- |
| Рио Фудзи (яп. 藤井 梨央)       | Риорио Фудзидон | 4 марта 1999 (26)       | Айти           | Горчичный  | Вице-лидер                                   |
| Аяка Хиросэ (яп. 広瀬 彩海)     | Аяпан           | 4 августа 1999 (25)     | Канагава       | Бирюзовый  | Лидер, бывший член группы Nice Girl Project! |
| Минами Номура (яп. 野村 みな美) | Минамина        | 10 февраля 2000 (25)    | Токио          | Ярко-синий |                                              |
| Рэна Огава (яп. 小川 麗奈)      | Рэнако          | 27 марта 2000 (25)      | Тотиги         | Красный    |                                              |
| Аяно Хамаура (яп. 浜浦 彩乃)    | Хаматян         | 26 апреля 2000 (25)     | Сайтама        | Розовый    |                                              |
| Нацуми Тагути (яп. 田口 夏実)   | Тагутти         | 21 июля 2000 (24)       | Сайтама        | Оранжевый  |                                              |
| Сакурако Вада (яп. 和田 桜子)   | Вадасаку Сако   | 8 марта 2001 (24)       | Айти           | Зелёный    |                                              |
| Рэй Иноуэ (яп. 井上 玲音)       | Рэйрэй          | 17 июля 2001 (23)       | Токио          | Пурпурный  | Бывший член группы Nice Girl Project!        |

## Дискография

### Синглы
| № | Название | Дата выпуска    | Чарты |
| № | Название | Дата выпуска    | JP    |
| - | --- | --------------- | ----- |
| 1 | «Dosukoi! kenkyo ni daitan / Ramen daisuki koizumi-san no uta / Nen ni wa nen (Nen-iri Ver.)» (яп. ドスコイ！ケンキョにダイタン/ラーメン大好き小泉さんの唄/念には念(念入りVer.) Досукой! Кэнкё ни Дайтан / Рамэн Дайсуки Коидзуми-сан но Ута / Нэн ни ва Нэн (Нэн-ири Ба:дзён)) | 2 сентября 2015 | 3     |
| 2 | «Sakura Night Fever / Chotto Guchoku ni! Chototsu Moushin / Osu! Kobushi Tamashii» (яп. 桜ナイトフィーバー/チョット愚直に！猪突猛進/押忍！こぶし魂 Сакура Найто Фи:ба: / Тётто Гутёку ни! Тётоцу Моусин / Осу! Кобуси Тамаси:)                                                  | 17 февраля 2016 | 1     |

### DVD Синглы
| № | Название                                                                    | Дата выпуска  |
| - | --------------------------------------------------------------------------- | ------------- |
| 1 | Nen ni wa nen / Survivor (яп. 念には念/サバイバー Нэн ни ва Нэн / Сабайба:) | 26 марта 2015 |

## Премии и номинации

### Japan Record Awards
Japan Record Awards — церемония присуждения премий, ежегодно проводящаяся Союзом композиторов Японии.
| Год  | Номинируемая работа | Категория                | Результат |
| ---- | ------------------- | ------------------------ | --------- |
| 2015 | Magnolia Factory    | Новый исполнитель        | Победа    |
| 2015 | Magnolia Factory    | Лучший новый исполнитель | Победа    |